# Requiem (serie televisiva)
Requiem è una miniserie televisiva britannica, con elementi di genere fantasy e soprannaturale. Creata da Kris Mrksa, la serie comprende sei episodi, tutti diretti da Mahalia Belo.

## Trama
La serie è incentrata su Matilda Gray, violoncellista di fama internazionale dal padre ignoto, la cui vita viene sconvolta dall'inaspettato e inatteso gesto estremo della madre che, in un parcheggio sotterraneo e in sua presenza, si taglia la gola dopo averle "domandato scusa". La trama s'infittisce quando, nella stanza della madre, Matilda trova strane registrazioni audio, nonché una scatola contenente diversi ritagli di giornali circa una bambina scomparsa 23 anni prima a Penllynith, in Galles. Sull'orlo della disperazione, Matilda parte con l'amico e collega musicista Harlan "Hal" Fine alla volta del Galles, nella speranza di capire cosa c'entri il suicidio di sua madre, con quella sparizione di vent'anni fa.

## Episodi
| Stagione       | Episodi | Prima TV UK | Pubblicazione Italia |
| -------------- | ------- | ----------- | -------------------- |
| Prima stagione | 6       | 2018        | 2018                 |

## Personaggi e interpreti

### Personaggi principali
- Matilda Grey (stagione 1), interpretata da Lydia Wilson[2], doppiata da Gemma Donati.
- Harlan "Hal" Fine (stagione 1), interpretato da Joel Fry[2], doppiato da Davide Albano.
- Nick Dean (stagione 1), interpretato da James Frecheville[2], doppiato da Guido Di Naccio.
- Trudy Franken (stagione 1), interpretata da Sian Reese-Williams[3], doppiata da Giulia Santilli.
- Stephen Kendrick (stagione 1), interpretato da Brendan Coyle[3], doppiato da Stefano Alessandroni.
- Rose Morgan (stagione 1), interpretata da Claire Rushbrook[3], doppiata da Antonella Giannini.
- Aron Morgan (stagione 1), interpretato da Richard Harrington[3], doppiato da Vittorio Guerrieri.
- Janice Gray (stagione 1), interpretata da Joanna Scanlan[3], doppiata da Mirta Pepe.
- PC Graves (stagione 1), interpretata da Clare Calbraith[3], doppiata da Tiziana Avarista.
- Sylvia Walsh (stagione 1), interpretata da Tara Fitzgerald[2], doppiata da Orsetta De Rossi.
- Ed Fenton (stagione 1), interpretato da Dyfan Dwyfor[3], doppiato da Francesco Trifilio.
- Sean Howell (stagione 1), interpretato da Sam Hazeldine[2], doppiato da Antonio Palumbo.
- Lloyd Satlow (stagione 1), interpretato da Simon Kunz[3], doppiato da Fabrizio Russotto.
- Verity Satlow (stagione 1), interpretata da Pippa Haywood[3].

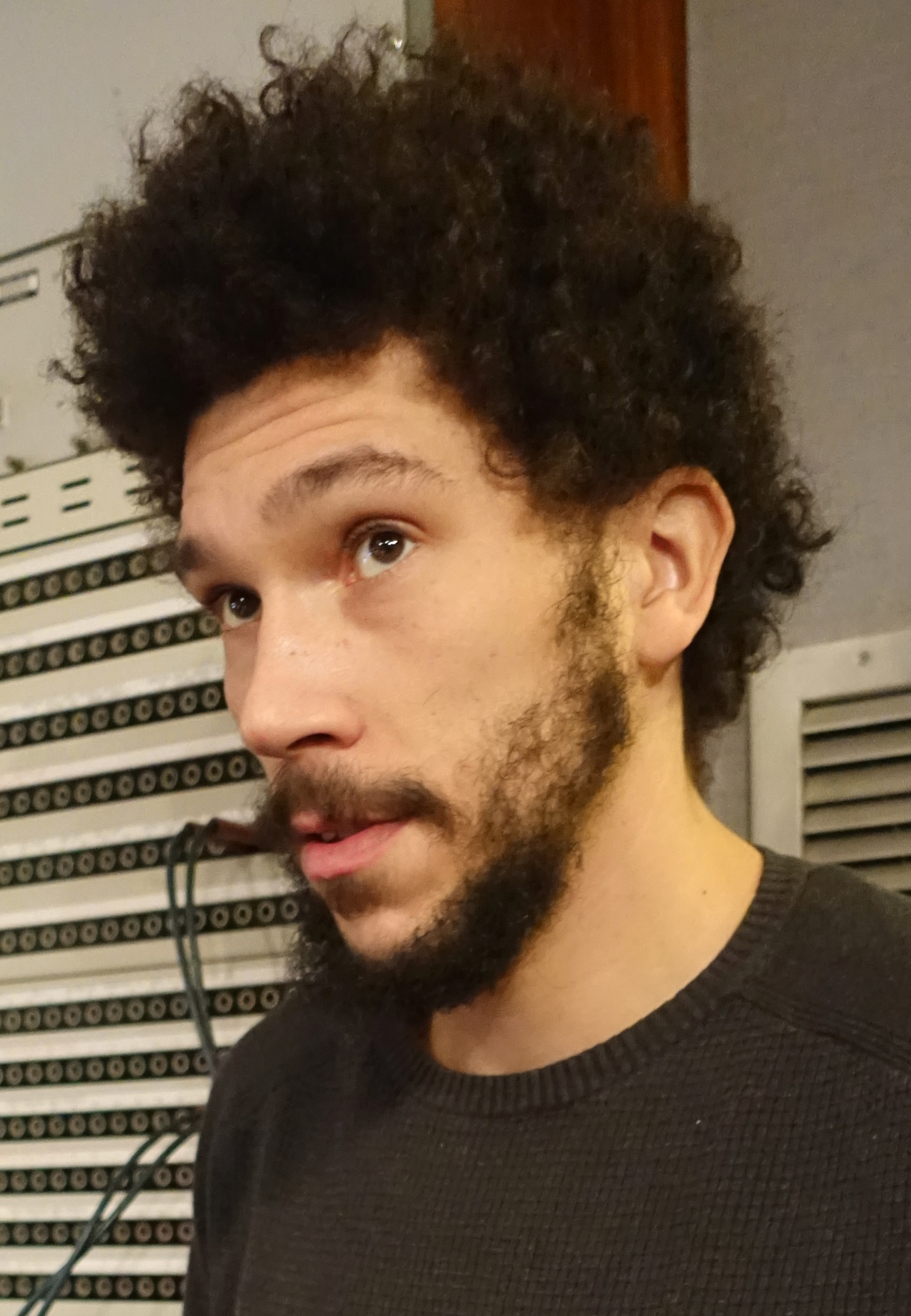
Joel Fry interpreta Hal Fine
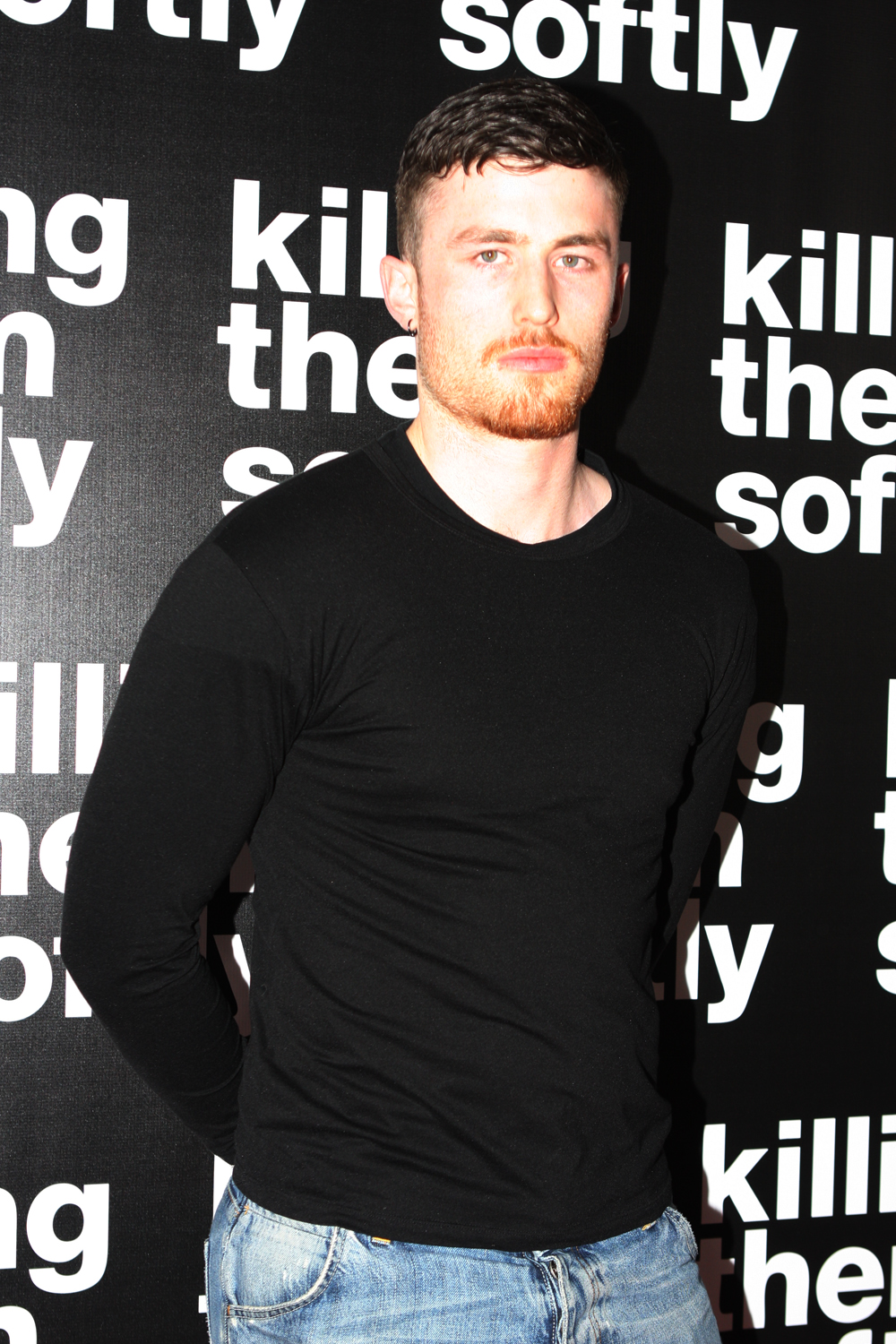
James Frecheville interpreta Nick Dean
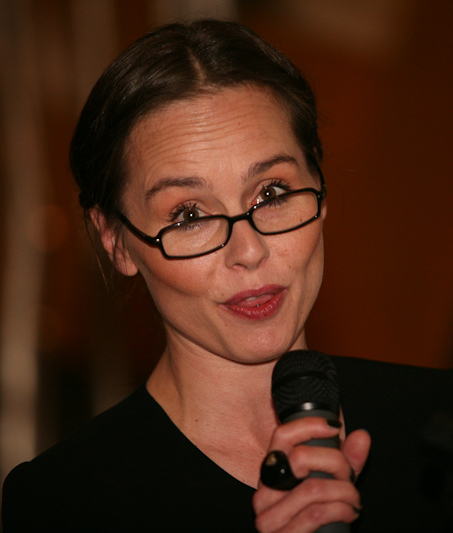
Tara Fitzgerald interpreta Sylvia Walsh

## Produzione
La serie è stata principalmente girata in Galles. La St David's Hall a Cardiff è stata utilizzata come scenario al posto di Londra, le città di Newport e Dolgellau sono servite per le riprese della città immaginaria di Penllynith, mentre Cefntilla Court in Monmouthshire è stata utilizzata come la villa di campagna in cui stava Matilda.

## Accoglienza
Su Rotten Tomatoes la prima stagione della serie detiene un punteggio dell'81%, basato su 16 recensioni.